# Septembre 1968

## Évènements
- Canada : publication d’Option Québec de René Lévesque (« Pour un Québec souverain dans une nouvelle union canadienne »).

- 2 septembre, France : la direction du théâtre de l’Odéon retirée à Jean-Louis Barrault.

- 4 septembre : suppression du contrôle des changes en France.

- 6 septembre : création du Swaziland qui devient une monarchie parlementaire. Sobhuza II, roi du Swaziland (fin en 1982).
- 7 septembre[1] (Mouvement de libération de la femme) : manifestation des Radical Women contre l'élection de Miss Amérique.
- 8 septembre :
  - (Formule 1) : Grand Prix automobile d'Italie.
  - clôture de la Deuxième Conférence générale de l'épiscopat latino-américain et caribéen, organisée par le Conseil épiscopal latino-américain (CELAM), à Medellín en Colombie, inaugurée le 24 août et débutée le 26, qui affirme l'engagement de l'Église catholique auprès du peuple (théologie de la libération).

- 10 septembre : discours de Charles de Gaulle : « La France n'a jamais cessé de travailler à mettre un terme au système des deux blocs ». « Aucun système de pensée, de volonté ou d’action ne saurait inspirer la France, sinon celui que les événements ont suscité depuis juin 1940. » « Eloge » de G. Pompidou, mis « en réserve de la République. » Évocation des grandes réformes en préparation (Sénat, régionalisation, participation, Université). Une reconnaissance du Biafra n’est pas exclue.
- 11 septembre : Louis Aragon, « J’appelle un chat un chat », Les Lettres françaises. Proteste contre l’invasion de la Tchécoslovaquie. Quelques jours plus tard, il rédigera la préface du roman de Milan Kundera, La Plaisanterie (le roman sur le printemps de Prague) paru chez Gallimard.
- 12 septembre :
  - France : réouverture dans le calme de la Sorbonne.
  - Création de l’Alliance des jeunes pour le socialisme (AJS), la « branche jeune » de l’organisation trotskiste OCI (ou lambertiste).
  - Discours du trône de Pierre Elliott Trudeau, nouveau chef du gouvernement canadien[2].
- 13 septembre : retrait de la République populaire d'Albanie du pacte de Varsovie.

- 16 septembre : constitution du Swaziland[3].

- 18 septembre : sortie du premier numéro de Rouge, organe de l’ancienne JCR, devenue la Ligue communiste d’obédience trotskistes : « En Mai nous avons pris la parole, c’est la dernière arme qu’on nous fera déposer. »
- 19 septembre : Jiri Hajek, ministre tchécoslovaque des Affaires étrangères, démissionne sous la pression des Soviétiques.

- 22 septembre : 
  - France : élections sénatoriales.
  - Fin du déplacement des temples d'Abou Simbel, en Égypte, rendu nécessaire par la construction du barrage d'Assouan et financé par la communauté internationale sous l'égide de l'UNESCO.
  - Formule 1 : Grand Prix automobile du Canada.
- 23 septembre : gouvernement Houphouët-Boigny (5) en Côte d'Ivoire.

- 27 - 28 septembre : entretiens de Gaulle-Kiesinger à Bonn.
- 28 septembre : 
  - Marcelo Caetano devient président du Conseil au Portugal (fin en 1974).
  - Départ de la trente-sixième édition des 24 Heures du Mans.
- 29 septembre : victoire de Pedro Rodriguez et Lucien Bianchi aux 24 Heures du Mans.

## Naissances
- 1er septembre : Karim Wade, homme politique sénégalais.
- 5 septembre : Brad Wilk, musicien américain, batteur de Rage Against The Machine et d'Audioslave.
- 8 septembre : Litri (Miguel Báez Spínola), matador espagnol.
- 12 septembre : Zidani, comédienne et humoriste belge.
- 14 septembre :
  - Pete Chilcutt, ancien joueur américain de basket-ball.
  - Siniša Ergotić, athlète croate.
  - Vincent Ghadimi, pianiste et compositeur belge.
  - Matthew Greenfield, producteur et scénariste de cinéma américain.
  - Ginger Helgeson, joueuse de tennis américaine.
  - Karin Kschwendt, joueuse de tennis autrichienne.
  - Uladzimir Sasimovich, athlète biélorusse spécialiste du lancer de javelot.
  - Marc Schaessens, footballeur belge.
  - Grant Shapps, homme politique britannique.
  - Makiko Watanabe, actrice japonaise.
  - Shūichi Yoshida, écrivain japonais.
- 16 septembre : Marc Anthony, chanteur américain d'origine portoricaine.
- 17 septembre :
  - Akhenaton (rappeur), rappeur français.
  - Anastacia, chanteuse américaine.
- 19 septembre : Ginés Cartagena, rejoneador espagnol († 22 novembre 1995).
- 20 septembre : Leah Pinsent, actrice.
- 20 septembre : Guy Nantel, humoriste québécois.
- 25 septembre : Will Smith, acteur américain.
- 28 septembre : Naomi Watts, actrice et productrice britannique.
- 29 septembre : Brad Smith, bassiste américain du groupe Blind Melon.

## Décès
- 23 septembre : Padre Pio, capucin et prêtre catholique italien  (° 25 mai 1887).
- 24 septembre : Thakin Than Tun, leader communiste birman, par assassinat (° 1911)
- 26 septembre : Daniel Johnson, premier ministre du Québec alors qu'il était en fonction.